# 杨光弼 (宋朝)
杨光弼，宋朝政治人物。

## 生平
1107年接替章玫任华亭县知县一职，1109年由徐思安接任。